# From the Beginning (chanson)
Pour les articles homonymes, voir From the Beginning.
Singles de Emerson, Lake and Palmer
Nutrocker (en)
(1971) Jerusalem
(1973)
Pistes de Trilogy
The Endless Enigma
(A1) The Sheriff
(A3)
From the Beginning est une chanson du groupe de rock progressif anglais Emerson, Lake and Palmer, tirée de leur album Trilogy sorti en 1972.

## Contexte
Le titre est écrit et chanté par Greg Lake. La musique est composée dans la tonalité de la mineur. Le single se classe no 39 aux États-Unis en 1972. C'est le titre du groupe qui a atteint la meilleure place dans les classements aux États-Unis. Ce titre montre les influences du jazz sur les parties clavier de Keith Emerson.

## Classements
| Classement (1972)        |  | Meilleure position |
| ------------------------ |  | ------------------ |
| Canada Top Singles (RPM) |  | 34                 |
| US Billboard Hot 100     |  | 39                 |
| US Cashbox Top Singles   |  | 40                 |

## Musiciens
- Keith Emerson – synthétiseur
- Greg Lake – basse, guitares, chant
- Carl Palmer – congas

## Reprises
- Marsyas (cs) ont repris la chanson en tchèque sous le titre Studená koupel, dans leur album de 1982, Kousek přízně.
- Dokken ont repris la chanson dans leur album de 1995, Dysfunctional.
- La chanson a été samplée par la chanteuse Amerie sur le piste Got to Be There, de son premier album de 2002 All I Have, avec Greg Lake recevant un crédit de songwriting.